# Al-Maqqari
Shihāb al-Dīn Abū l-ʿAbbās Aḥmad ibn Muḥammad al-Maqqarī, al-Tilimsānī, al-Fāsī, al-Maliki (in arabo ﺷﻬﺎﺏ ﺍﻟﺪﻳﻦ أبو العباس أحمد بن محمد المقري‎?; Tlemcen, 1577 – Il Cairo, gennaio 1632) è stato uno storico arabo maghrebino.

## Biografia
Dopo i suoi primi studi a Tlemcen, al-Maqqari si trasferì a Fès (attuale Marocco) e poi a Marrakesh, seguendo la corte del sovrano Aḥmad al-Manṣūr, cui dedicò il suo lavoro Rawḍat al-uns al-ʿāṭirat al-anfās fī dhikr man laqītuhu min ʿulāmāʾ Marrākush wa-Fās (Il giardino degli uomini), riguardante gli ʿulamāʾ di Marrakesh e di Fes.

Dopo la morte di al-Manṣūr nel 1603, al-Maqqarī tornò a Fès, dove fu nominato muftī nonché imam della moschea-università al-Qarawiyyin da parte del successore di al-Manṣūr, Zaydān Abū l-Maʿālī nel 1618, ma dovette lasciare Fes in quello stesso anno probabilmente per l'esplodere della guerra civile tra i Sultani contendenti della dinastia Saʿdiana. In seguitò adempì all'obbligo canonico del Hajj a La Mecca.
L'anno seguente si stabilì al Cairo. Nel 1620 visitò Gerusalemme e Damasco, e nel corso di sei anni fece il pellegrinaggio alla Mecca per cinque volte. Nel 1628 tornò ancora a Damasco, dove tenne un corso di letture delle tradizioni di Bukhari e conferenze su vari aspetti delle glorie di al-Andalus (la Spagna islamica) venendo esortato a scrivere di tutto ciò. Quello stesso anno tornò al Cairo, dove trascorse un anno a redigere la sua opera storica. Era intento nei preparativi di trasferirsi definitivamente a Damasco quando, improvvisamente, morì.
Il suo capolavoro, sulla Spagna islamica e sul celebre enciclopedista granadino Lisān al-Dīn ibn al-Khaṭīb si intitola Nafḥ al-ṭībb min ghuṣn al-Andalus al-raṭīb wa dhikr wazīrihā Lisān al-Dīn ibn al-Khaṭīb (in arabo  نفح الطيب من غصن الأندلس الرطيب‎?. ossia "La fragranza del profumo del tenero ramoscello di al-Andalus e il ricordo del suo vizir Lisān al-Dīn ibn al-Khaṭīb"), che copre circa 800 anni di storia, al cui interno sopravvive materiale proveniente da opere islamiche poi andate perdute.  L'opera fu edita in Occidente da William Wright, Christoph Krehl, Reinhart Dozy e Gustave Dugat sotto il titolo Analectes sur l'histoire et la littérature des Arabes d'Espagne (1855–1861), e in edizione ridotta in inglese da Pascual de Gayangos (1840–1843). La seconda parte, costituita dalla biografia di Ibn al-Khatib, è stata edita a Bulaq (1863), Cairo (1885) e Beirut (1988).
Altro importante libro è costituito dagli Azhar al-riyāḍ fī akhbār ʿIyād (I fiori del giardino circa le notizie relative a ʿIyād): ampia monografia sul qāḍī granadino ʿIyād ibn Mūsà al-Sibtī (1083-1149), rinomato giurista malikita d’origine yemenita, attivo nella Spagna almoravide e morto in prigionia nella Marrakush almohade. Anche in tale libro, che si occupa tra l’altro di un gran numero di studiosi marocchini e andalusi, abbondano riferimenti contenuti in opere mai giunte fino a noi.